# Сербои
Сербои (греч. Σέρβοι, Sérboi; лат. Serboi), Сирбои (лат. Sirboi) — этноним, упоминаемый античными географами. Им обозначалось иранское племя, жившее в Азиатской Сарматии где-то к Северу от Кавказу и к Западу от Волги.

## Первоначальные упоминания в районе Кавказа
Плиний Старший (23-79 гг.) в своей работе «Естественная история» (ок. 77 года нашей эры) упоминает народ, именуемый Сербы (лат. Serbi), живущий неподалёку от киммерийцев, вероятно, в районе Чёрного или Азовского моря.
Начиная от Киммерия, [у Меотийского озера] живут меотики, талы [и] серны, серреи, скизы, гниссы.
Клавдий Птолемей (100—170 гг.) упоминает в «Географии» (ок. 150 года нашей эры) народ, именуемый Сербои (Serboi) или Сирбои (Sirboi), который жил, вероятно, за Кавказом — с внутренней стороны Каспийского моря, то есть в районе современной Астрахани.
между Керавнскими горами и рекой Ра – оринеи, валы и сербы, а между горой Кавказа и Керавнскими горами – туски и дидуры;

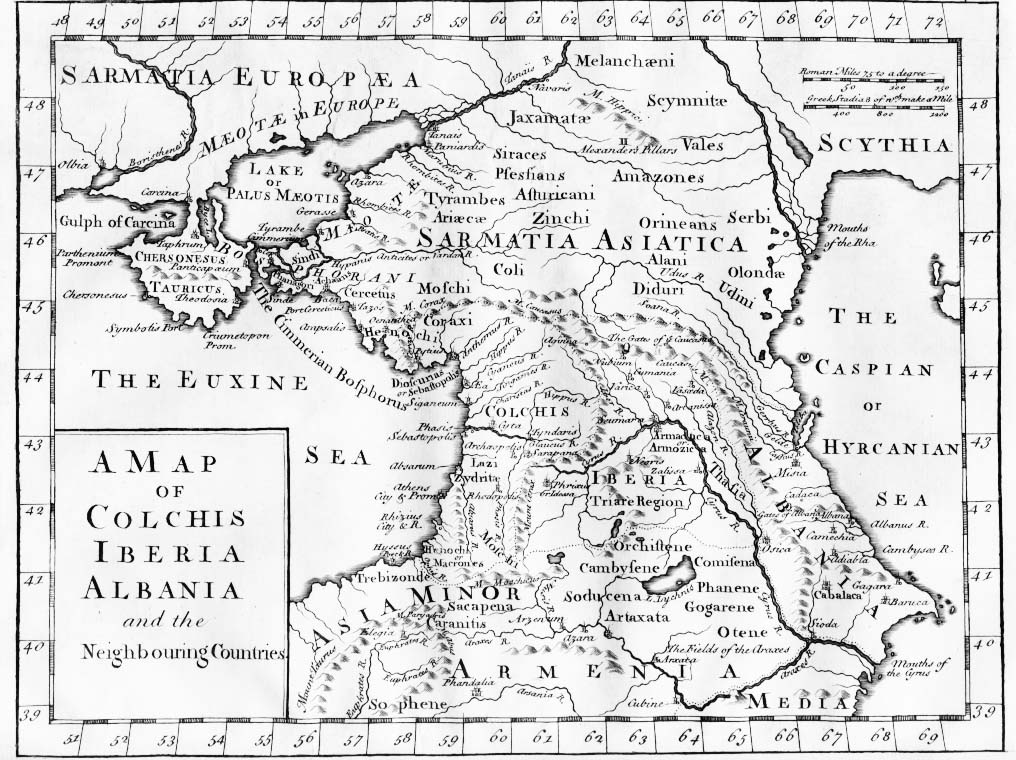
Сербы (Serbi) помещены неподалеку от устья Волги. Карта основана на греческих литературных источниках. Отпечатана неизвестным издателем в Лондоне в 1770 году.
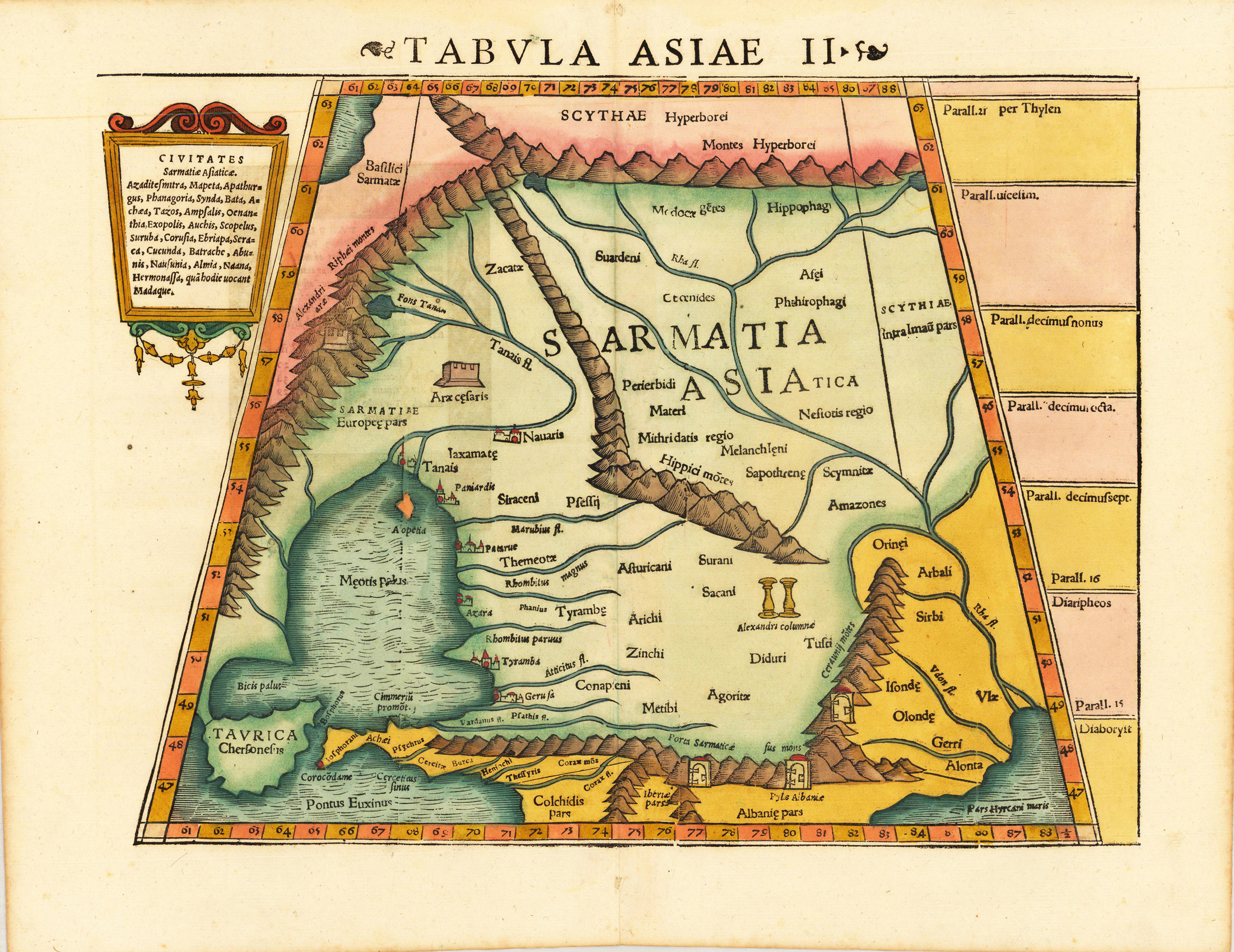
Народ под названием Сирбы (Sirbi) около устья Волги на карте Птолемея, пересмотренной и отпечатанной Себастианом Мюнстером в 1552.
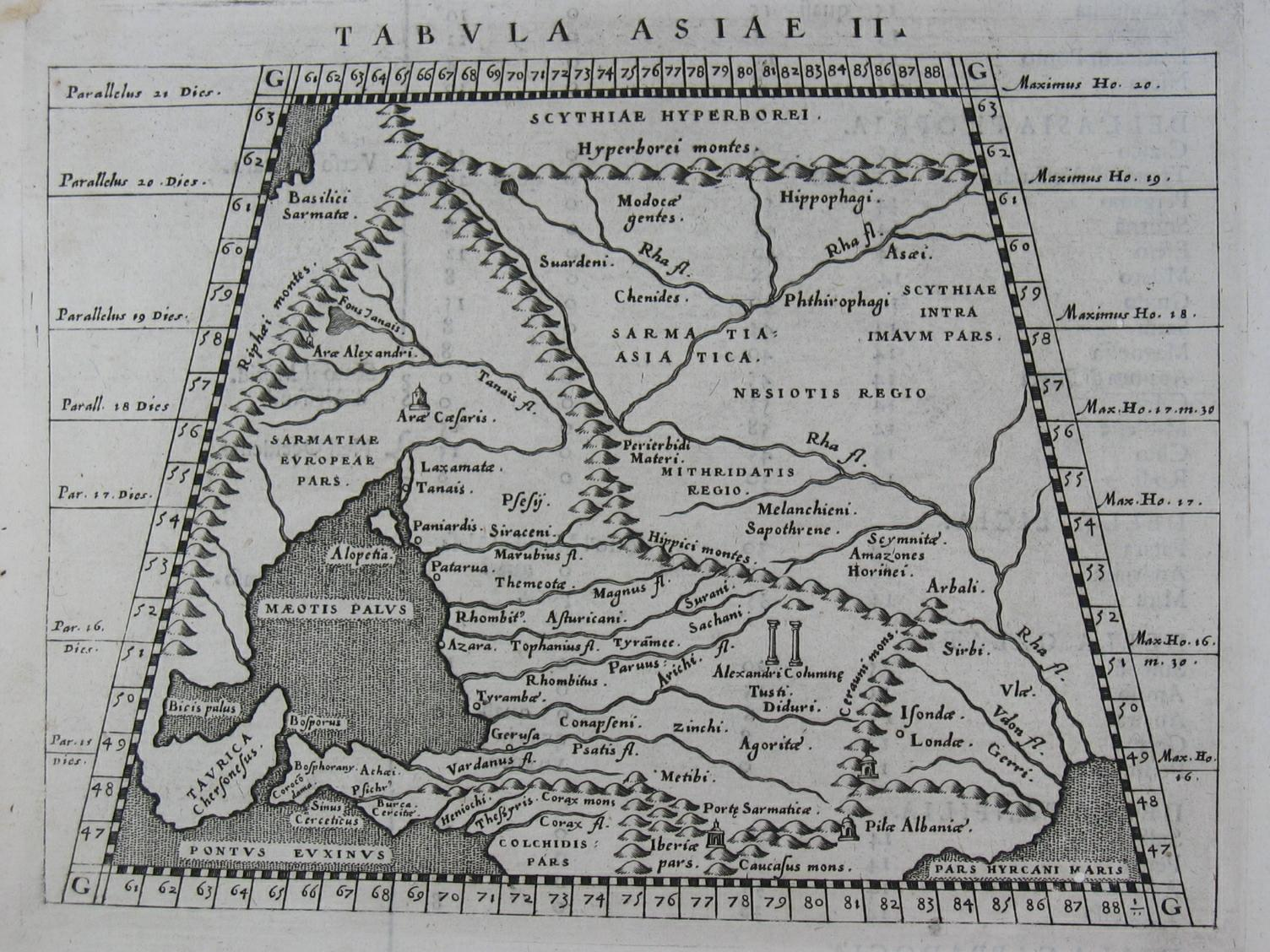
Народ под названием Сирбы (Sirbi) около устья Волги на карте Птолемея, опубликованной Джироламо Порро в Венеции, 1598.
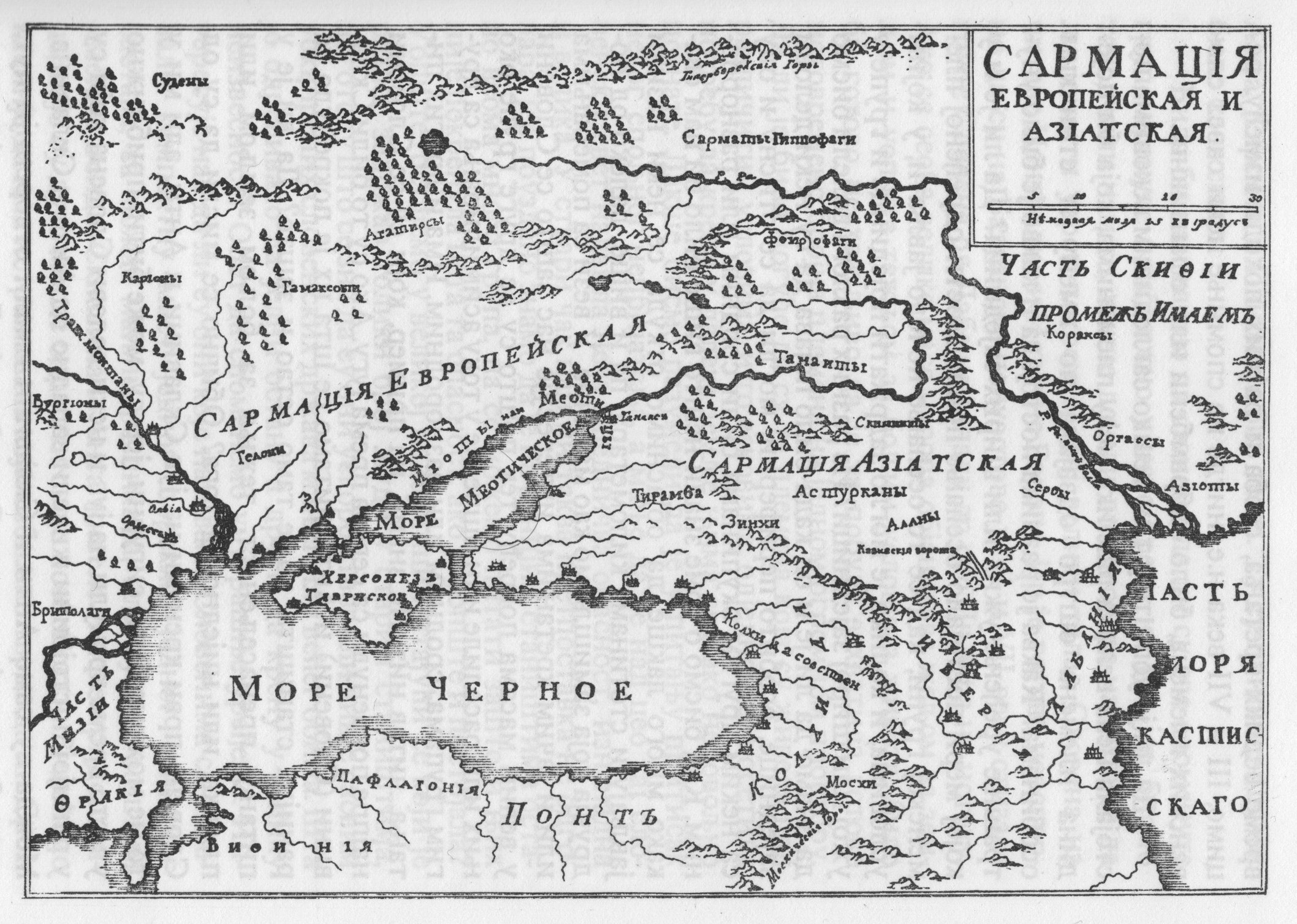
Народ под названием Сербы (Serbi) около устья Волги на карте из книги Йована Раича, отпечатанной в Вене в 1794.

## Поздние упоминания в районе Кавказа
В X веке Константин Багрянородный упоминал в труде «О церемониях» племена под названиями Креватас и Сарбани, которые некоторые исследовали трактуют как хорватов и сербов. Эти племена расположены у Кавказа, в районе Терека между Аланией и Цанарией.
Также, племя Сарбан упоминается арабскими географами в X веке.
Затем племя, называемое Сарбин; это славянское племя грозно (своим противникам) по причинам, упоминание коих было бы длинно, по качествам, изложение которых было бы пространно, и по отсутствию у них закона, которому они бы повиновались. ... Упомянутое нами племя по имени Сарбин сжигают себя на огне, когда умирает у них царь или глава: они сжигают также его вьючный скот. У них есть обычаи, подобные обычаям Гинда; ...